# Mongrassano
Mongrassanoközség (comune) Olaszország Calabria régiójában, Cosenza megyében.

## Fekvése
A megye központi részén fekszik. Határai: Acquappesa, Bisignano, Cervicati, Cerzeto, Fagnano Castello, Fuscaldo, Guardia Piemontese és San Marco Argentano.

## Története
A települést a 15. században alapították Calabriában megtelepedő albánok, akiket a törökök űztek el országukból. A 19. század elején, amikor a Nápolyi Királyságban felszámolták a feudalizmust San Marco Argentano része lett, majd hamarosan elnyerte önállóságát.

## Népessége
A népesség számának alakulása:

## Főbb látnivalói
- Palazzo Bruno Elzira
- Palazzo Miceli
- Palazzo Bruno
- San Francesco-templom
- Sant’Anna-templom
- Santa Caterina-templom
- San Cataldo-templom
- San Francesco di Paola-kápolna
- Santa Maria delle Grazie-templom